# René Nelli
Pour les articles homonymes, voir Nelli.
René Nelli, né le 20 février 1906 à Carcassonne et mort le 10 mars 1982 dans cette même ville où il est inhumé au cimetière Saint-Vincent de Carcassonne, est un poète occitan, philosophe et historien du catharisme.
Il fut spécialisé dans le Moyen Âge occitan, avec sa métaphysique, sa poétique et l’amour courtois,.

## Biographie
Docteur ès lettres, professeur de lettres et de philosophie au lycée de Carcassonne puis d'ethnographie méridionale à la faculté des lettres de l'Université de Toulouse, poète essayiste, hermétiste, René Nelli est surtout connu pour ses travaux sur la culture occitane et sur le catharisme.
René Nelli aimait à dire qu'il était descendant d'une famille de sculpteurs florentins installés dans l'Aude au XVIe siècle. En fait, son grand-père, Isidore Nelli, sculpteur et architecte venu de la région de Carrare, avait participé à la construction du Palais de Justice de Carcassonne, puis fait bâtir en 1889 la maison au 24 de la rue du Palais. Le père de René Nelli, Léon, architecte également, érudit, possédait une collection de manuscrits et une bibliothèque importante, vendue au département de l'Aude en 1926.
Dans les années 1928-1930, et jusqu'en 1950, René Nelli a été très lié avec le poète Joë Bousquet et a pris à ses côtés une part active à l'élaboration du « surréalisme méditerranéen ». Ce mouvement se développait alors, un peu en marge du surréalisme parisien, à Marseille dans Les Cahiers du Sud, et à Carcassonne autour de la revue Chantiers.
René Nelli est adjoint au maire de Carcassonne de 1941 à 1944.
Il a participé très activement à la revue d'ethnologie méridionale Folklore, fondée par Fernand Cros-Mayrevieille, et a joué un rôle important en ce qui concerne la connaissance de la culture occitane, notamment en participant à la fondation avec Jean Cassou en 1945, à Toulouse, de l’Institut d'études occitanes. Il s'est intéressé aussi à d'autres littératures.
Il est président de l'Académie des arts et des sciences de Carcassonne en 1951.
Il a consacré de nombreux ouvrages au catharisme. Il fonda aussi en 1981 le Centre national d'études cathares, devenu ensuite Centre d'études cathares, dont le tribunal de grande instance a prononcé la liquidation le 11 janvier 2011, faute de moyens pécuniaires suffisants après trente ans d'activité.
Sa maison, située dans le quartier du Palais à Carcassonne, léguée au département de l'Aude par sa veuve Suzanne Ramon, décédée le 24 août 2007, devait devenir le musée René Nelli, musée du catharisme, pour présenter l'ensemble de son œuvre. En 2019, le Conseil départemental abandonne le projet et met la maison en vente.

## Décorations
- Chevalier de la Légion d'honneur (1955)[12]
- Officier de l'ordre des Arts et des Lettres (1979)
- Officier de l'ordre des Palmes académiques (1953)
- Chevalier de l'ordre du Mérite agricole (1961)

## Projet de musée Nelli
Les Archives départementales de l'Aude poursuivent l'analyse et le classement du fonds Nelli, issu de la maison de l'écrivain à Carcassonne et légué au département au début de l'année 2008. « Parmi les plus belles découvertes, il faut citer des manuscrits non édités de René Nelli et des originaux de Joë Bousquet », selon Sylvie Caucanas, la directrice. Quant à la muséographie du site, elle n'a pas encore été décidée, et la reconversion de la maison Nelli en musée pourrait donc être retardée de trois ans.

## L'Association d'études du catharisme - René Nelli
À la suite de la disparition du Centre d'études cathares, fondé par René Nelli, l'Association d'études du catharisme - René Nelli, fondée en 2011, s'est donné pour but de poursuivre les travaux de Nelli et de faire connaître son œuvre. « Elle a pour objet de recueillir, diffuser, partager et vulgariser les connaissances scientifiques pluridisciplinaires sur le catharisme et les dissidences médiévales dans leurs contextes, afin de concourir à la valorisation des patrimoines et des territoires ». Elle est présidée par Philippe Ramon, neveu de René Nelli.

## Publications
- L'Amour et les mythes du cœur (1952)
- Le Languedoc et le Comté de Foix, le Roussillon, Paris, Gallimard, 1958
- Écritures cathares. La Cène secrète : Le Livre des deux principes : Traité cathare : Le Rituel occitan : Le Rituel latin : textes précathares et cathares présentés, traduits et commentés avec une introduction sur les origines et l'esprit du catharisme (1959) (Monaco, éd. du Rocher, 1994). Recueil des textes cathares.
- L'Érotique des troubadours, Toulouse, Privat, 1963 (rééd. dans 10/18 - 2 tomes - 1974 ; Privat, 1984)

- Prix J.-J. Weiss 1964 de l’Académie française
- Le Phénomène cathare - perspectives philosophiques, morales et iconographqiues (1964), Toulouse, Privat, 1988.
- Le Roman de Flamenca, un art d'aimer occitanien au XIIIe siècle, Toulouse, Institut d'études occitanes, 1966
- Le musée du Catharisme, Toulouse, Privat, 1966
- Les Troubadours, texte et traduction par René Nelli et René Lavaud, Desclée de Brouwer, 2 vol., 1960-1965.
- Dictionnaire des hérésies et des mouvements hétérodoxes ou indépendants apparus dans le Midi de la France depuis l'établissement du christianisme, Toulouse, Privat, 1968.
- La Vie quotidienne des Cathares du Languedoc au XIIIe siècle, Paris, Hachette, 1969.

- Prix Georges Goyau 1970 de l'Académie française
- Des Cathares du Languedoc au XIIIe siècle, Paris, Hachette, 1969.
- Journal spirituel d'un cathare d'aujourd'hui, Resma, 1970.
- La Poésie occitane, des origines à nos jours. Édition bilingue, Seghers, 1972.
- Les Cathares (1972), Marabout université, 1981.
- Histoire du Languedoc, Hachette, 1974.
- La Philosophie du catharisme : Le Dualisme radical au XIIIe siècle, Paris, Payot, 1975.

- Prix Montyon 1976 de l'Académie française
- Écrivains anticonformistes du Moyen Âge occitan. textes traduits et présentés par René Nelli, Domaine d'oc, 1977.
- Histoire secrète du Languedoc, Albin Michel, coll. "Histoire secrète des provinces françaises", 1978.
- Mais enfin, qu'est-ce que l'occitanie ?, Toulouse, Privat, 1978.

- Prix Saintour 1979 de l'Académie française
- Du jeu subtil à l'amour fou. Raimon de Miraval. Textes et traductions de René Nelli, Verdier, 1979. Texte en ancien provençal et trad. fr. en regard.
- Troubadours et trouvères, Hachette, 1979.
- Les Grands Arcanes de l'hermétisme occidental, Monaco, éd. du Rocher, 1991.
- Le Livre des deux principes, par Jean de Lugio ou son entourage, Le Grand livre du mois, coll. « Les trésors de la littérature », 1998. Traduction du Liber de duobus principiis.